# Enterotoxina lábil al calor
La enterotoxina termolábil es un tipo de toxina producida por la bacteria intestinal Escherichia coli y que es sensible a la inactivación a altas temperaturas. Algunas cepas de Salmonella y Campylobacter jejuni elaboran toxinas termolábiles muy similares a la de la E. Coli y de Vibrio cholerae.

## Mecanismo de acción
La actividad de la toxina es similar a la toxina del cólera, las cuales elevan los niveles intracelulares de AMPc por medio de un proceso de ADP ribosilación, un mecanismo de acción común de varias toxinas bacterianas. La ribosilación ocurre a nivel de la subunidad alfa de la proteína Gs. Ello conlleva a la activación de la enzima adenilato ciclasa. Los niveles elevados de AMPc estimulan la salida de iones de cloro y agua del enterocito hacia la luz intestinal, causando una diarrea muy líquida y copiosa.
Además de sus efectos sobre la secreción de cloro, la enterotoxina termolábil se une a otros sustratos, incluyendo al lipopolisacárido de la superficie de la E. coli así como sobre los antígenos sanguíneos grupo A. Aún no se ha establecido la importancia de estos eventos adicionales asociados a la enterotoxina.